# Storsylen

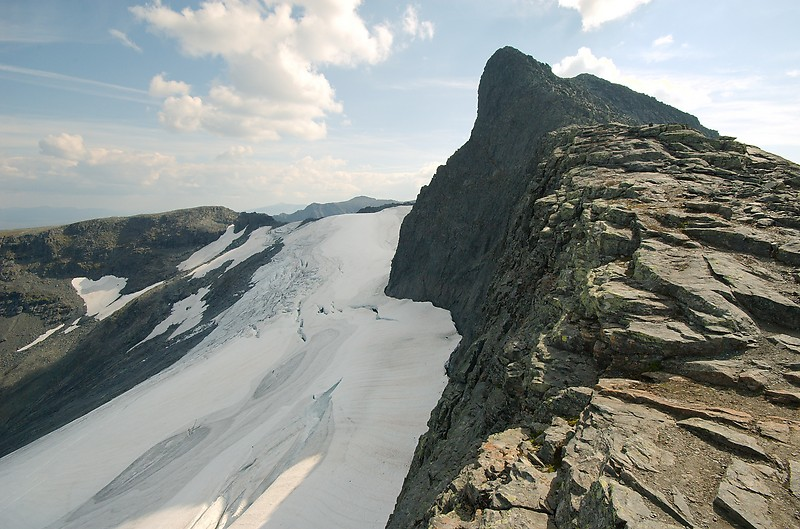
Norra sluttningen på Storsylen med sylglaciären till vänster.

Fjället Storsylen i fjällområdet Sylarna är Jämtlands högsta punkt, 1743 meter över havet. Toppens högsta punkt, 1762 meter, ligger dock cirka 90 meter in på norskt territorium. Nedanför nordstupet ligger Sylglaciären, den näst sydligaste i Sverige (efter Helagsglaciären).
Norrmännen Peder Steensaas och Albert Ravnö utförde den första dokumenterade toppstigningen av Storsylen den 17 juli 1885. Det finns vandringsleder till toppen av Storsylen från både den svenska och norska sidan av berget. Den svenska leden startar vid Sylarnas fjällstation och den norska vid Nedalshytta, den norska leden är utmärkt med röd färg likaså den svenska. 